# 김다영 (아나운서)
김다영(1992년 10월 30일 ~ )은 전직 SBS 아나운서다.

## 학력
- 한양대학교 의류학과

## 경력
- 2016년 2월 ~ 2017년 : CJ헬로비전 신라방송 아나운서
- 2017년 3월 ~ 2018년 : 목포MBC 아나운서
- 2020년 ~ 2021년 : 부산MBC 아나운서
- 2021년 ~ 2025년 : SBS 아나운서

## 과거 진행 프로그램

### TV
- 목포MBC TV 《MBC 뉴스데스크 목포·전남》 여성 앵커
- 부산MBC TV 《MBC 뉴스투데이 부산》 여성 앵커
- 부산MBC TV 《MBC 뉴스데스크 부산》 여성 앵커
- 부산MBC TV 《생방송 부라보》 여성 MC - 2020년 2월 14일 ~ 2021년 8월 13일
- SBS TV 《생방송 투데이》 임시 여성 MC - 2021년 9월 13일 ~ 2021년 9월 16일, 2021년 10월 4일 ~ 2021년 10월 26일, 2021년 11월 29일 ~ 2021년 12월 3일
- SBS TV 《SBS 오 뉴스》 임시 서브 앵커 - 2021년 10월 1일, 2021년 10월 22일, 2022년 1월 20일
- SBS TV 《SBS 12 뉴스》 임시 여성 앵커 - 2021년 11월 18일, 2021년 12월 20일 ~ 2021년 12월 22일
- SBS TV 《창사 특집 2021 SBS 희망 TV》 MC - 2021년 11월 19일
- SBS TV 《SBS 10 뉴스》 임시 여성 앵커 - 2021년 12월 13일, 2021년 12월 20일 ~ 2022년 1월 11일
- SBS TV 《주말 SBS 8 뉴스》 임시 여성 앵커 - 2022년 2월 5일 ~ 2022년 2월 20일, 2022년 4월 16일 ~ 2022년 4월 17일
- SBS TV 《평일 SBS 8 뉴스》 임시 여성 앵커 - 2022년 3월 28일 ~ 2022년 4월 1일, 2022년 8월 29일 ~ 2022년 9월 2일
- SBS TV 《SBS 오 뉴스》 1차 서브 앵커 - 2023년 3월 28일 ~ 2023년 8월 31일
- SBS TV 《스포츠 투나잇》 임시 MC - 2023년 5월 22일, 2022년 7월 3일 ~ 2022년 7월 10일
- SBS TV 《스포츠 투나잇》 MC - 2023년 7월 24일 ~ 2024년 11월 4일
- SBS TV 《주말 SBS 8 뉴스 - SBS 스포츠뉴스》 임시 앵커 - 2023년 8월 6일
- SBS TV 《파리 2024》 MC - 2024년 7월 27일 ~ 2024년 8월 11일
- SBS TV 《평일 SBS 8 뉴스 - SBS 스포츠뉴스》 앵커 - 2023년 4월 3일 ~ 2025년 4월 25일
- SBS TV 《SBS 오 뉴스》 2차 서브 앵커 - 2025년 1월 20일 ~ 2025년 4월 25일

#### 라디오
- 부산 MBC 표준 FM 《MBC 뉴스네트워크》 서브 앵커

## 과거 출연 프로그램

### TV
- SBS TV 《골 때리는 그녀들》 출연

### 라디오
- 목포MBC 표준 FM 《즐거운 오후 2시》 게스트
- 부산MBC 표준 FM 《오후만세》 게스트
- SBS 파워 FM 《수요일 김영철의 파워 FM - 직장인 탐구생활》 게스트